# Lethrus bispinus
Lethrus bispinus är en skalbaggsart som beskrevs av Jakovlev 1890. Lethrus bispinus ingår i släktet Lethrus och familjen tordyvlar. Inga underarter finns listade i Catalogue of Life.